# Гелярсан-Гёрарсан
Гелярсан-Гёрарсан (азерб. Gələrsən-Görərsən) — средневековая крепость, развалины который находятся на берегу реки Киш в четырёх километрах от города Шеки, на вершине горы Каратепе.

## История
Крепость расположена к северо-востоку от села Киш, построенная предположительно в VIII—IX века. Гелярсан-Гёрарсан была очень хорошо укреплена и использовалась в оборонительных целях. Нынешнее название появилось в XVIII столетии и в переводе с азербайджанского языка означает «придёшь — увидишь». Появление названия «Гелярсан-Гёрарсан» связано с эпизодом из истории Шекинского ханства. Когда на Шекинское ханство напал иранский правитель Надир-шах, шекинский хан Гаджи Челеби укрепился в крепости. И на предложение сдаться Челеби ответил шаху, что не собирается сдаваться и уверен, что сможет отстоять свободу и независимость. Удивленный Надир-шах послал гонца, предложил одуматься и на вопрос как же он собирается защищаться, Челеби ответил: «Придёшь — увидишь». Разъярённый Надир-шах, не ожидавший такого ответа, решил захватить крепость силой. В 1744 году шах с большой армией подошёл к крепости, но взять её не смог и отступил. После этого крепость и стала известна под названием Гелярсан-Гёрарсан. Сведения о крепости даны в произведении азербайджанского историка Гаджи Сеида Абдул-Гамида «Шекинские ханы и их потомки», составленном во II половине XIX века на азербайджанском языке.

## Галерея

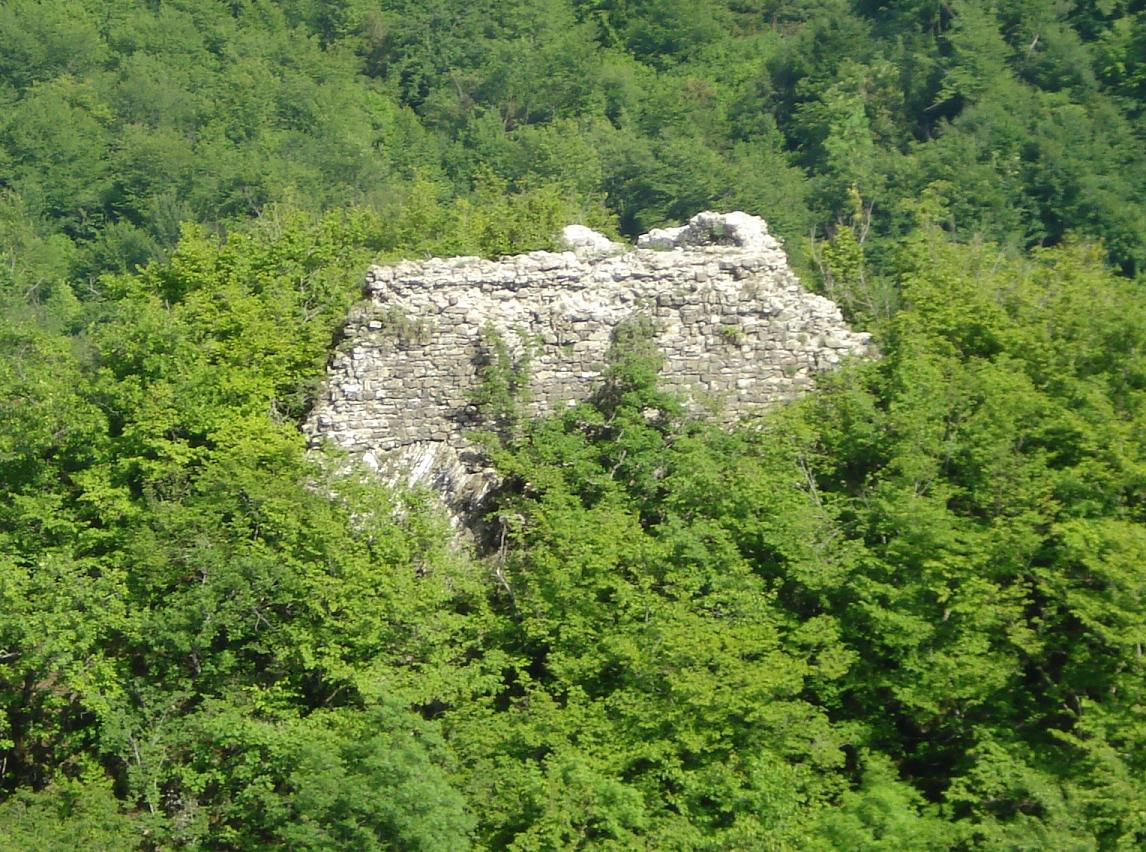
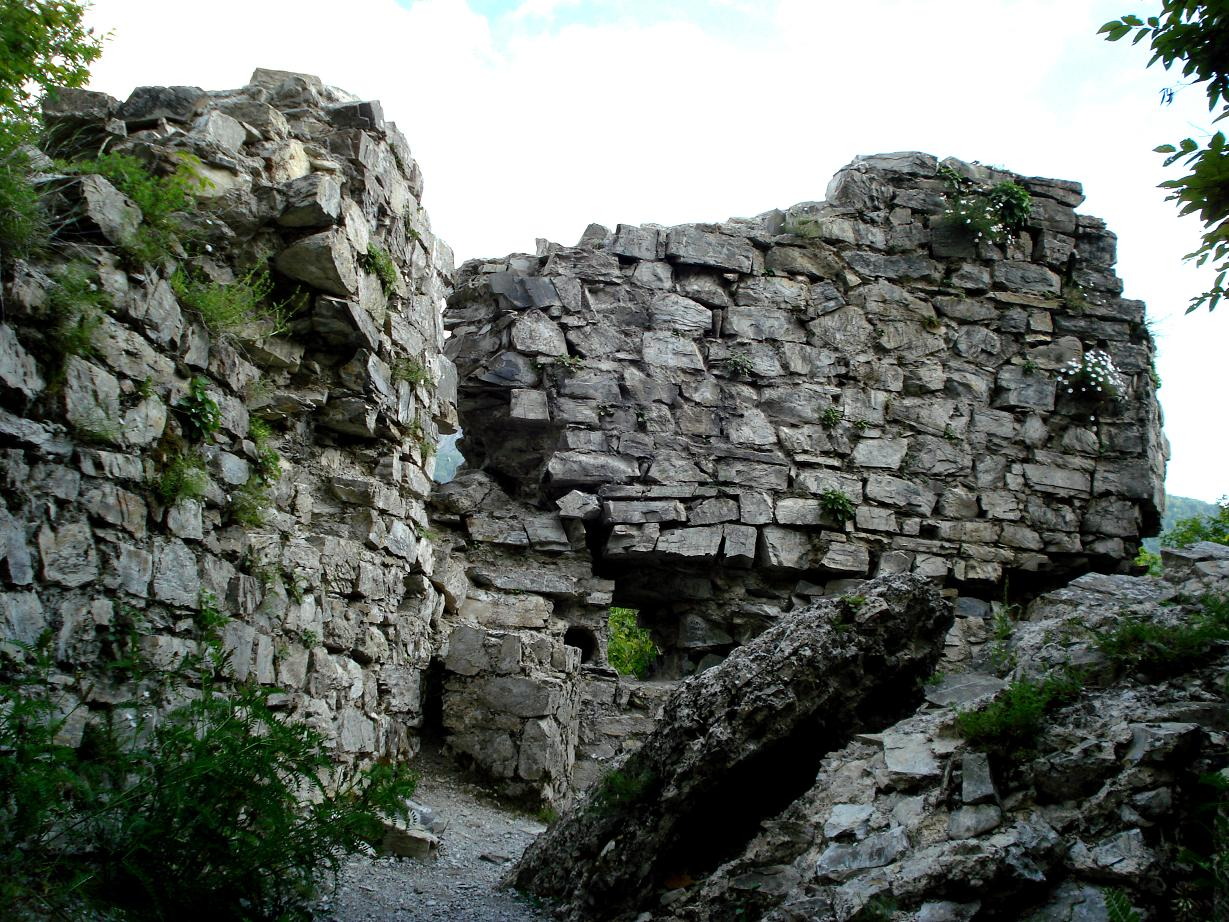
Стены крепости